# Achnasheen
Achnasheen, schottisch-gälisch: Achadh na Sìne: „Feld der Stürme“, ist eine kleine Ortschaft in der Council Area Highland in Schottland. Sie liegt in den Highlands im Tal des River Bran an der Kyle of Lochalsh Line etwa in der Mitte zwischen Inverness und Kyle of Lochalsh und ist ein regionaler Straßenverkehrsknoten an der A832 zwischen Dingwall und Kinlochewe, von der hier die A890 nach Strathcarron und Kyle of Lochalsh abzweigt. Im Zuge der Zensuserhebung 2011 wurden in Achnasheen 41 Einwohner gezählt.
Achnasheen war seit jeher ein regional bedeutsamer Verkehrsknoten, da sich hier die von Inverness kommende Straße in zwei Richtungen verzweigt. Es hatte vor allem Bedeutung als Zwischenstation für Viehtriebe von Rindern und Schafen aus den Highlands zu den Märkten im Süden. 1819 erhielt Achnasheen die erste ausgebaute Straßenverbindung, 1870 wurde der Bahnhof eröffnet. Queen Victoria nutzte ihn 1877 bei einem Ausflug zum Loch Maree. Aufgrund der abzweigenden Straßenverbindung in die Northwest Highlands war Achnasheen seit dem Bau der Eisenbahn ein wichtiger Knotenpunkt für den Post-, Güter-  und Personenverkehr. Der Ort ist seit dieser Zeit Post town für einen Großteil der nordwestlich liegenden Orte, die teilweise deutlich mehr Einwohner aufweisen. In Achnasheen befindet sich auch eine Primary School. Das beim Bau der Eisenbahn angelegte Achnasheen Hotel brannte 1994 ab und wurde nicht wieder aufgebaut. Neben dem Postamt, der Schule und dem Bahnhof besitzt Achnasheen an Infrastruktur lediglich ein Café (welches geschlossen ist; Stand Juli 2018) sowie ein Hotel. Neben der Bahnverbindung bestehen Busanschlüsse nach Gairloch, Kinlochewe und Inverness. Bis zur Deregulierung infolge des Transport Act 1980 sicherten die Busse in Achnasheen den Anschluss an die Bahn, seit Mitte der 1980er Jahre verkehren sie durchgehend parallel zum Zug bis nach Inverness. Der Ort dient als Ausgangspunkt für Wanderer, Bergsteiger und Jäger in den umliegenden, weitgehend unbewohnten Teilen der Highlands. Nördlich des Ortes liegt der Fionn Bheinn, mit 933 m der höchste Berg der Umgebung.

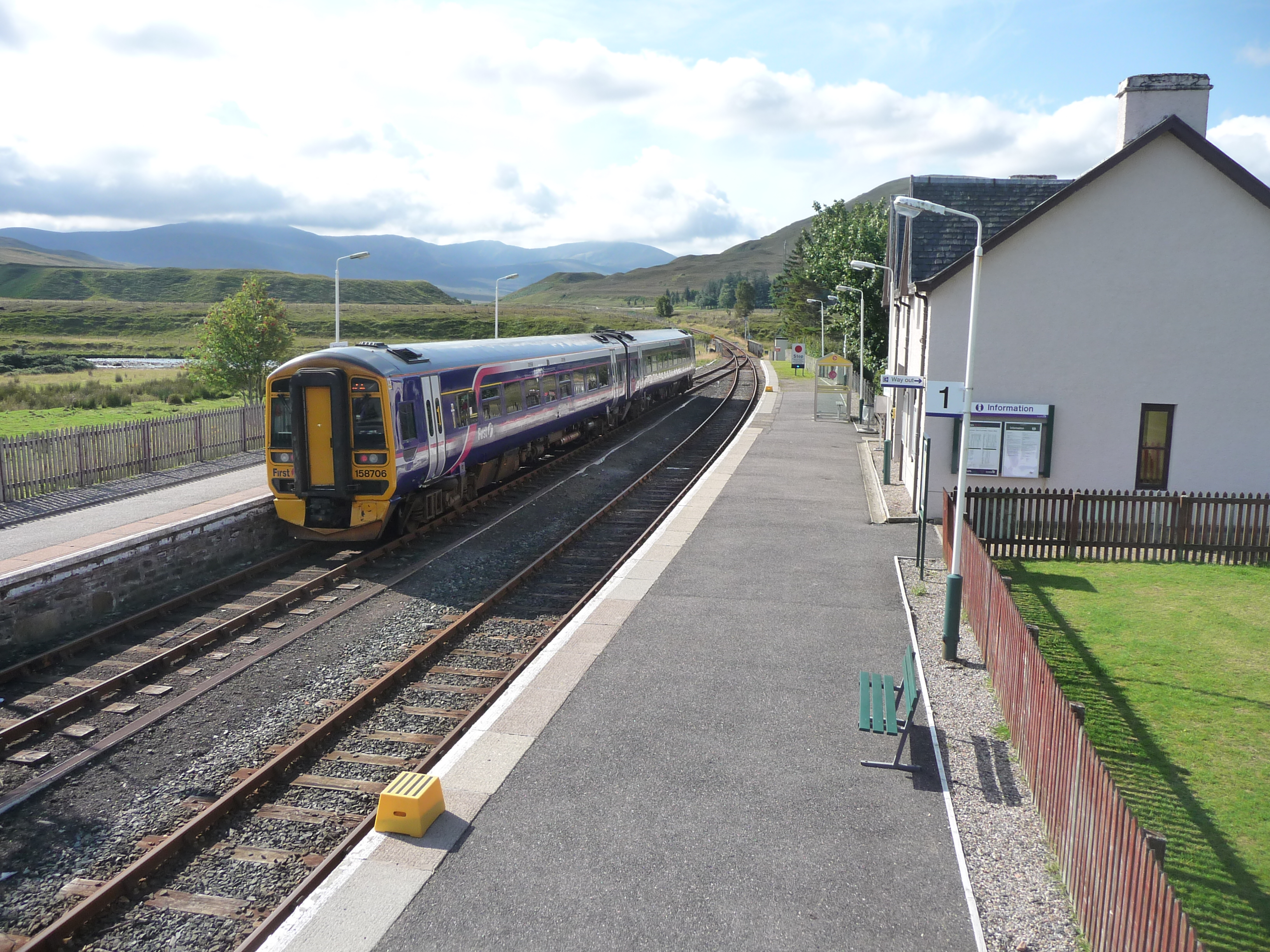
Der Bahnhof von Achnasheen an der Kyle of Lochalsh Line
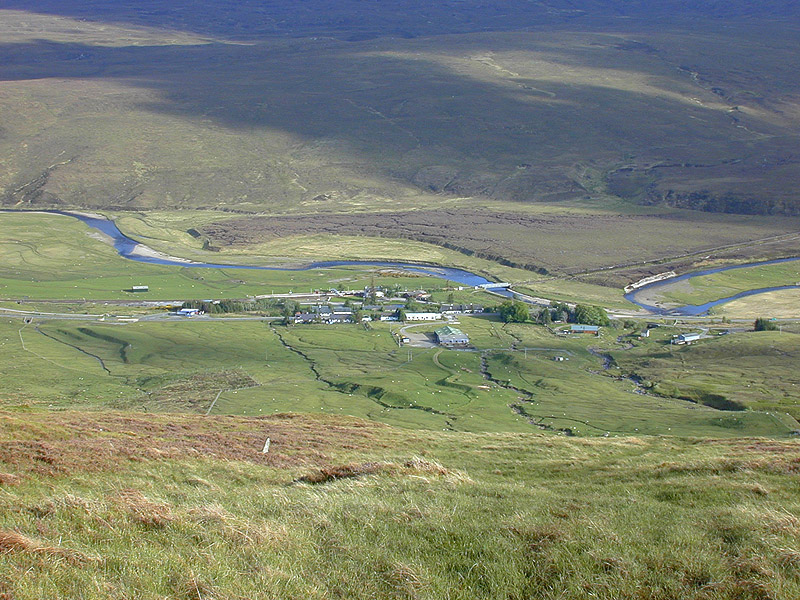
Blick von den Südhängen des Fionn Bheinn auf den Ort
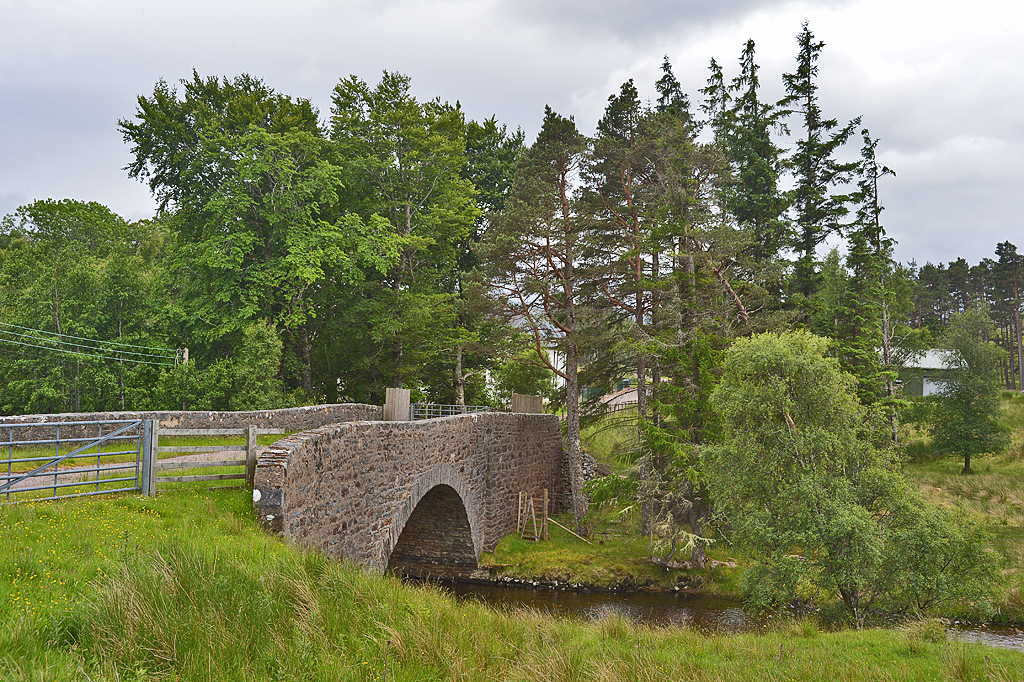
Alte Straßenbrücke in Achnasheen

## Persönlichkeiten
- Martin Blackley (1976–2002), Biathlet